# کلا (دامغان)
کلا یک روستا در ایران است که در دهستان قهاب رستاق واقع شده‌است. کلا ۱۲۷ نفر جمعیت دارد.